# K2-6
K2-6, EPIC 201384232 — одиночная звезда в созвездии Девы на расстоянии приблизительно 1013 световых лет (около 310 парсек) от Солнца. Визуальная звёздная величина звезды — +12,66m. Возраст звезды определён как около 4,02 млрд лет.
Вокруг звезды обращается, как минимум, одна планета.

## Характеристики
K2-6 — жёлтый карлик спектрального класса G2V, или G3, или G3V. Масса — около 0,92 солнечной, радиус — около 0,89 солнечного, светимость — около 0,759 солнечной. Эффективная температура — около 5660 K.

## Планетная система
В 2015 году группой астрономов проекта «Кеплер» было объявлено об открытии планеты K2-6 b.